# 德永尖卷螺
德永尖卷螺（学名：Rhizorus tokunagai）为囊螺科尖卷螺属的动物。分布于日本以及中国大陆的沿海等地，属于温带性种类。其常见于潮间带低潮线-潮下带水深31-173m 泥砂质底。